# Площадь Свободы (Астрахань)
Пло́щадь Свобо́ды — одна из площадей в центральной части Астрахани, фактически имеет форму улицы — вытянутого проезда, проходящего параллельно проезжей части Узенькой улицы. Начинается от улицы Котовского и идёт с востока на запад на протяжении 627 метров, пересекая переулок Котовского, Боевую улицу, Узенький и Семипалатинский переулки, заканчиваясь у перекрёстка улицы Генерала Армии Епишева и набережной Приволжского затона.
Преимущественно застроена малоэтажными домами, есть элементы дореволюционной застройки, в том числе памятники архитектуры.

## История
До революции площадь называлась Татар-Базарной или площадью Татарского базара, в 1920 году получила своё современное название постановление Пленума Астраханского Горсовета.
Историческая территория Татарского базара, ограниченная проезжей частью площади Свободы, набережной Приволжского затона, улиц Котовского и Боевой имеет статус памятника градостроительства. Татарский город известен с 30-х годов XVII века, Иван Кириллов — учёный начала XVIII века — описывал татарские торговые ряды «около татарских юрт». Базар закрыт в 1915 году из-за нарушения санитарных норм. Вместо этого в 1915 году Астраханской городской Управой были составлены кондиции для осуществления торгов по сдаче мест на Татарском базаре сроком на один год с 1 января 1916 года по 1 января 1917 года. К юго-западу от базара находились Татарские слободы. Татарский базар находился за пределами Белого города за Татарскими воротами, но в пределах Земляного города. Татарские рынок и слободы выделялись среди деревянной застройки Земляного города материалом жилищ и ограждений, для которых использовалась глина.

## Транспорт
К северу от площади у моста Дружбы России и Азербайджана расположена остановка маршрутных такси «Татар-Базар», на которой останавливаются маршруты № 1с, 5с, 12с, 17с, 45с, 18с, 70, 82с, 101 и другие.